# Chiesa di Santa Lucia (Dolcè)
La chiesa di Santa Lucia a Dolcè è situata al limite ovest del paese e si presenta colorata in giallo-arancio solo nella parte del campanile. Sopra la porta principale, nel 2009 è stato messo un mosaico rappresentante la valle e la patrona, santa Lucia.

## Storia

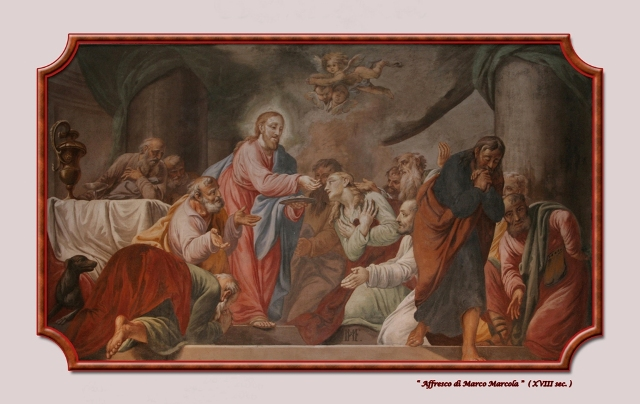
Affresco dell'Ultima Cena di Marcola

Le prime testimonianze scritte sull'esistenza della chiesa di S. Lucia di Dolcè, consistono nella memoria della sua consacrazione il 20 gennaio 1401.
Si ritiene però che la sua origine possa risalire almeno al XII secolo, periodo al quale risalgono i primi documenti scritti relativi al villaggio di Dolcè.
Molto scarne sono le informazioni fino all'inizio del XVIII secolo, che si limitano ai resoconti delle visite pastorali dei vescovi o loro vicari, dalle quali emerge un cronico stato di bisogno.
Nel 1756 gli abitanti indirizzano al vescovo la richiesta di poter ampliare la loro parrocchiale a seguito dell'incremento della popolazione che nell'ultimo mezzo secolo era quasi raddoppiata raggiungendo circa 400 unità. 
Quindi l'edificio subiva restauri e trasformazioni come risulta dalla data “1758” incisa nel sottogronda del lato ovest, indicante le opere di sopraelevazione e allungamento della navata e, ancorché non completa, la chiesa veniva consacrata nel 1771 dal vescovo Giovanni Morosini. 
Il campanile, inglobato in posizione obliqua nell'edificio attuale, perlomeno nella parte basamentale, risale alla costruzione precedente. Del piccolo cimitero che fino al primo Ottocento era adiacente alla chiesa, rimangono un paio di lapidi sepolcrali (1779 e 1807) murate sul lato est.
Nel 1808 si presenta finalmente ultimata, e, scampata ai rovinosi bombardamenti del novembre 1944, rimane pressoché inalterata fino ai giorni nostri nelle sue forme neoclassiche.
Degne di menzione particolare sono due opere: l'organo settecentesco e l'affresco di Marco Marcola raffigurante l’Ultima cena del 1871 restaurato nel 2008.